# Spongicolidae
Spogicolidae  (лат.) — семейство десятиногих ракообразных из подотряда Pleocyemata. Населяют тёплые умеренные и тропические моря. Большинство представителей — облигатные симбионты глубоководных стеклянных губок. Свободноживущие формы известны только в роде Microprosthema, представители которого населяют коралловые рифы. В семействе выделяют шесть родов. Название происходит от латинского названия губок — Spongia.

## Строение
Обитающие в атриуме губок представители обладают менее развитыми, чем у свободноживущих, скелетными элементами тела и конечностей, а также имеют более плоскую форму. У некоторых представителей происходит редукция жабр.

## Образ жизни и питание
Заселение губки происходит на ранних стадиях развития рака, когда он ещё характеризуется довольно малыми размерами. Впоследствии в результате последующего роста он теряет возможность выбраться наружу.

## Таксономия
Список родов:
- Engystenopus Alcock & Anderson, 1894
- Globospongicola Komai & Saito, 2006

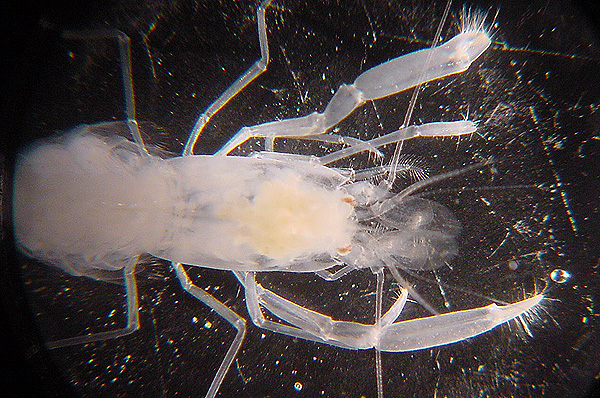
Spongicoloides

- † Jilinicaris Schram, Shen, Vonk & Taylor, 2000
- Microprosthema Stimpson, 1860
- Paraspongicola De Saint Laurent & Cléva, 1981
- Spongicola De Haan, 1844
- Spongicoloides Hansen, 1908
- Spongiocaris Bruce & Baba, 1973